# Beuningen
Beuningen (anhörenⓘ) ist eine Gemeinde in der niederländischen Provinz Gelderland.

## Orte
In Beuningen liegen folgende Dörfer (in Klammern die Einwohnerzahl vom 1. Januar 2024):
- Beuningen (Sitz der Gemeindeverwaltung) (17.420)
- Ewijk (4.515)
- Weurt (2.560)
- Winssen (2.230).

## Bilder

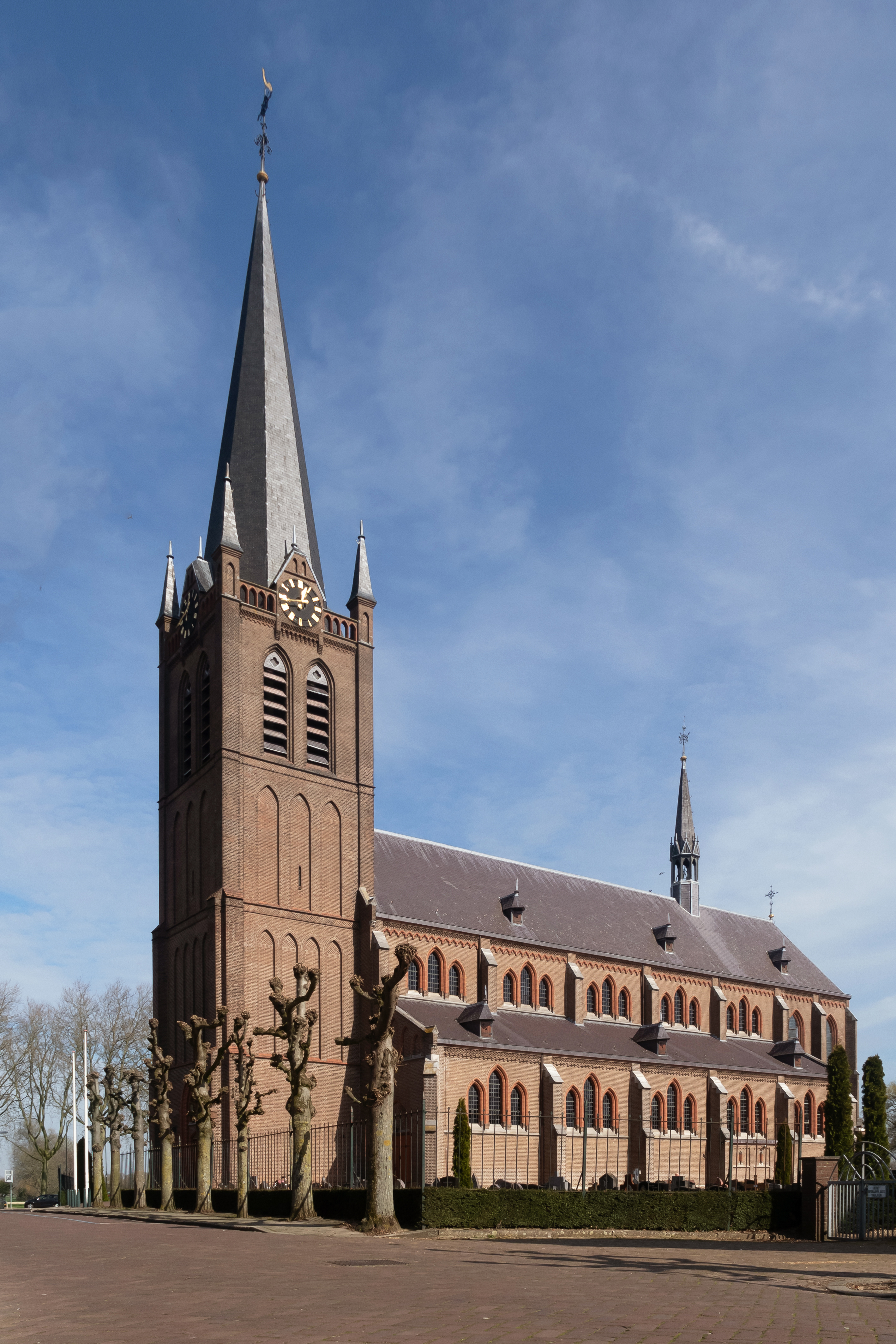
Beuningen, Kirche: die Corneliuskerk
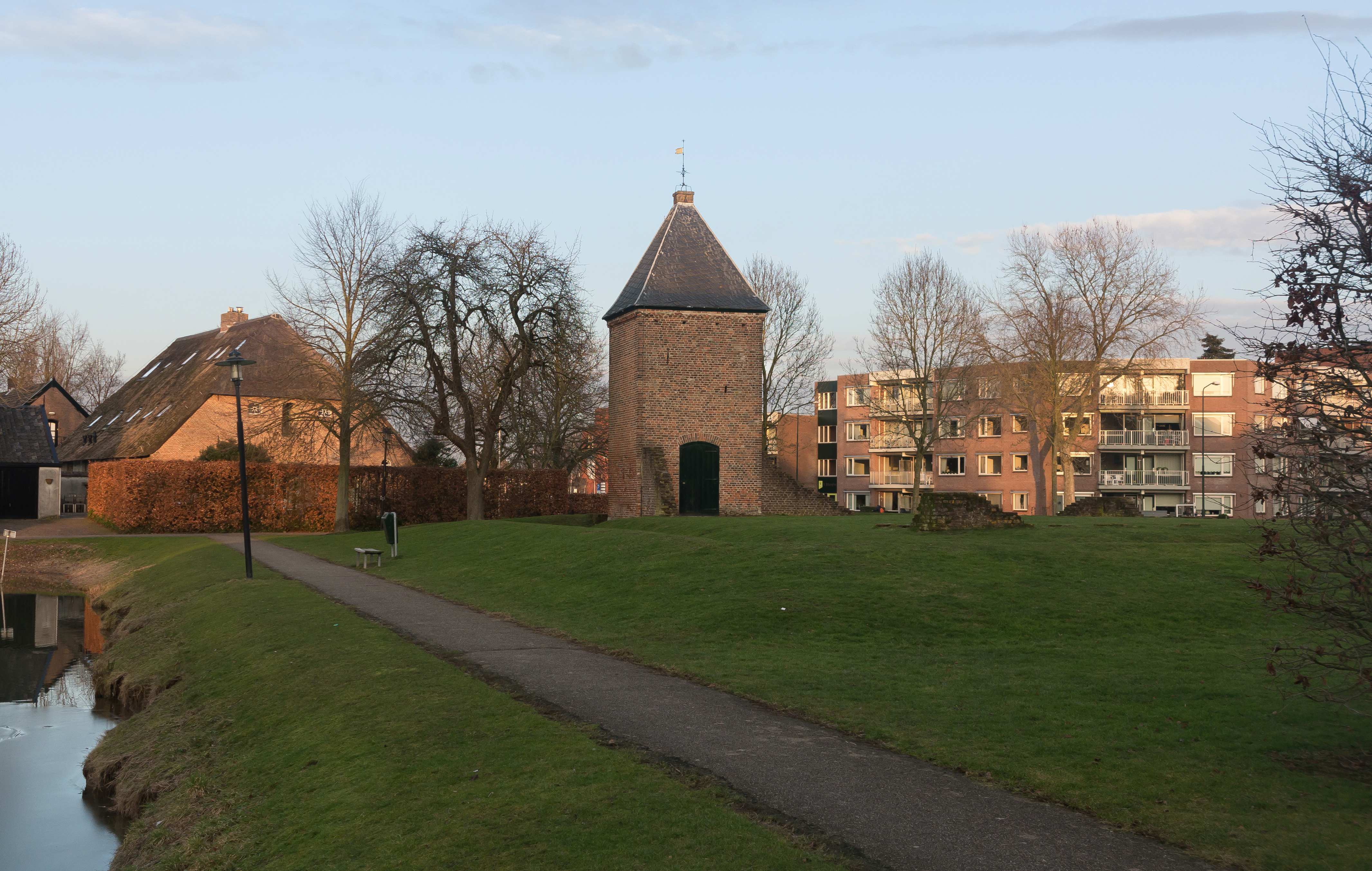
Beuningen, Turm: das Torentje van de Blanckenburgh
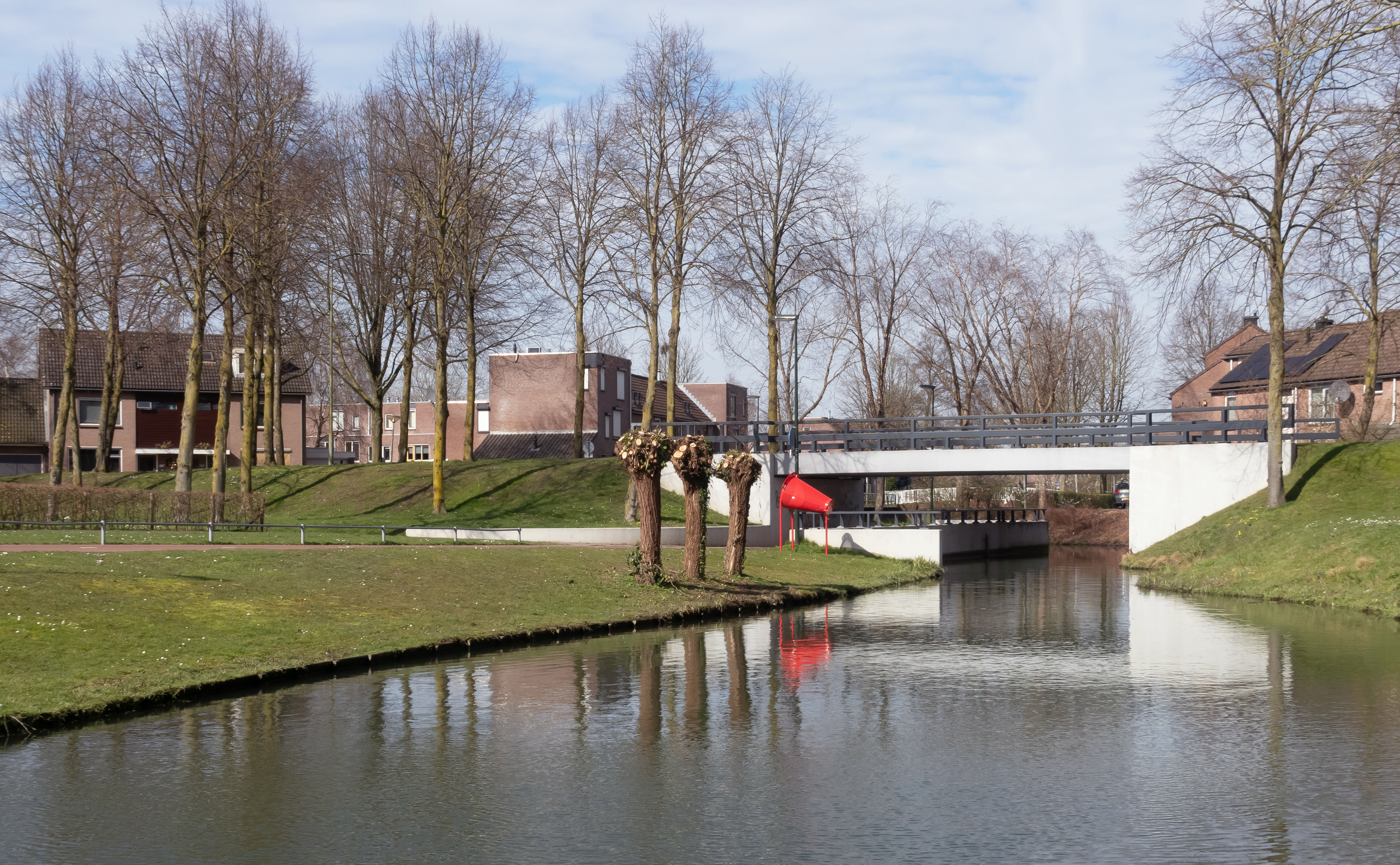
Beuningen, Strassebild bei der Nettenknoper-Ratelwacht
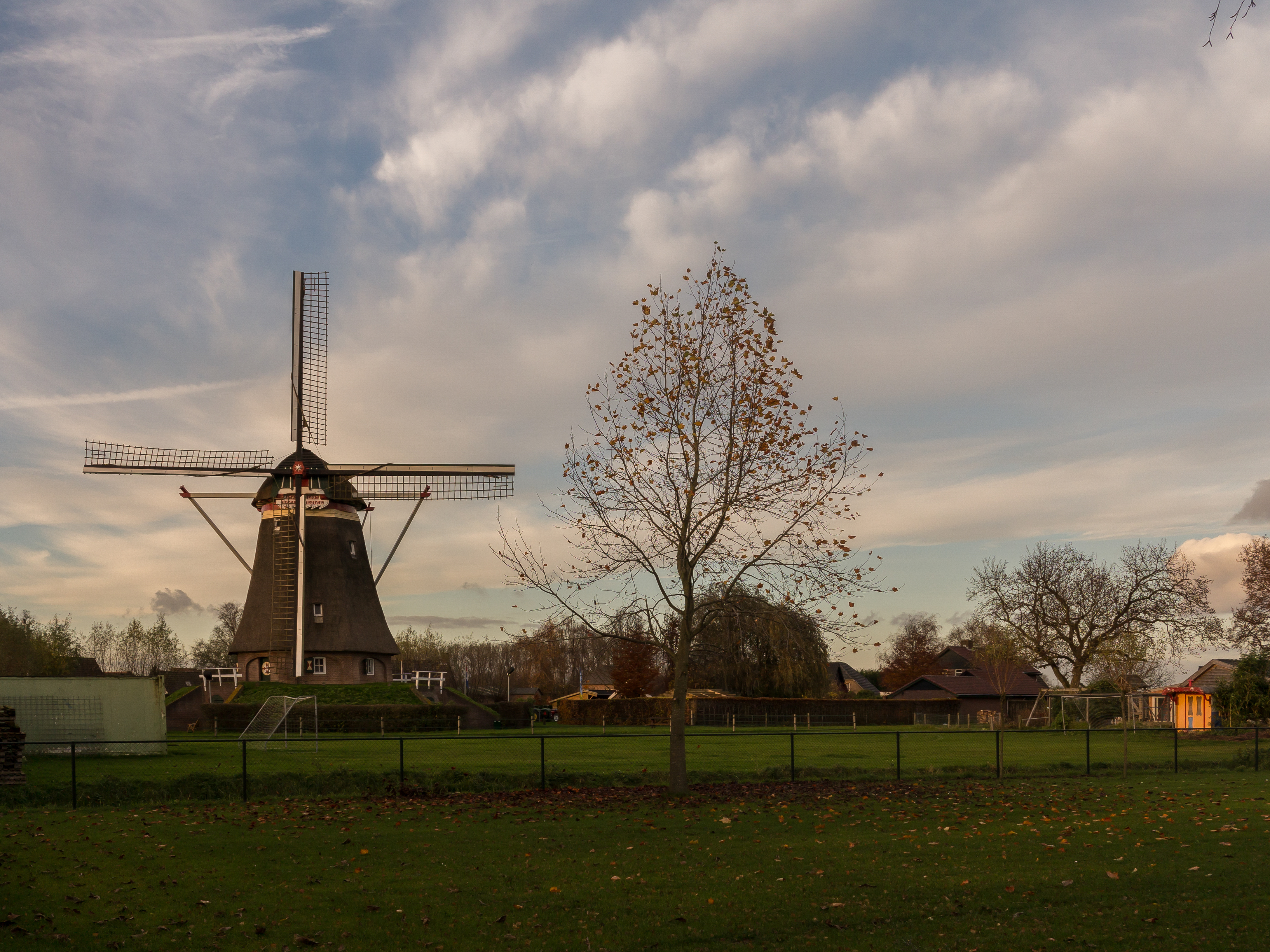
Winssen, Mühle: die Beatrixmolen
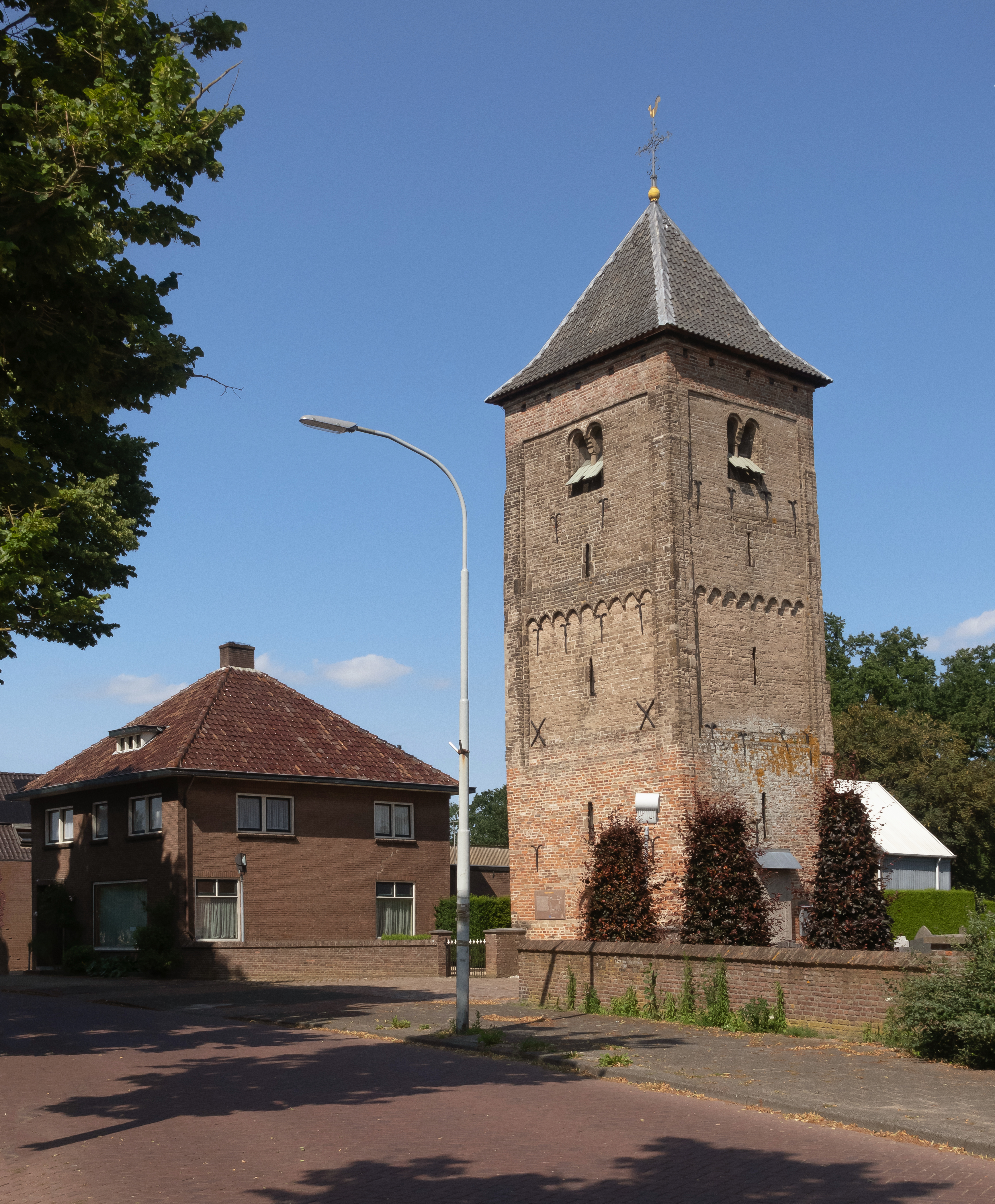
Ewijk, Turm: der Oude Toren
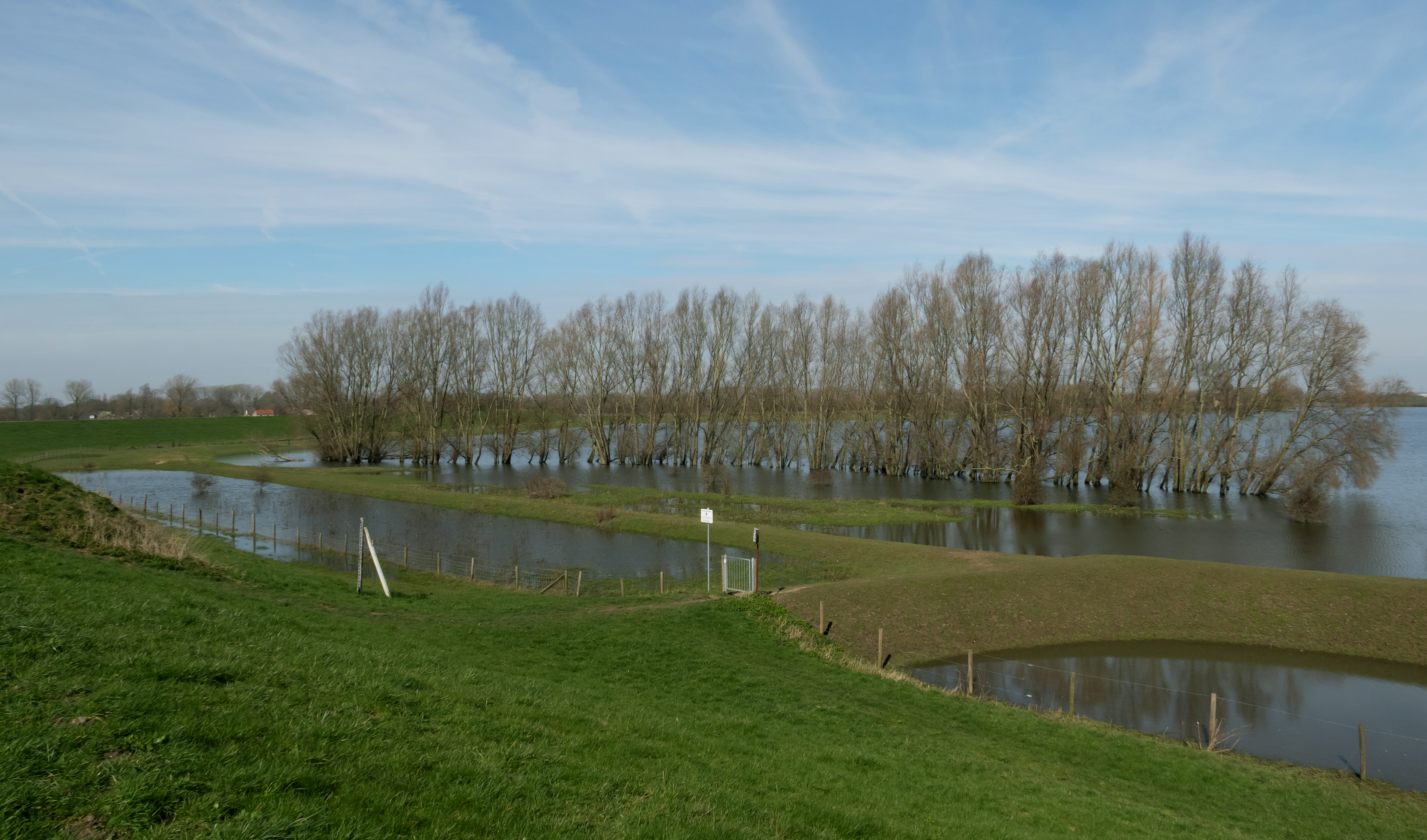
Weurt, Bäume vor dem Grindgat

## Lage und Wirtschaft
Beuningen liegt unmittelbar westlich der Stadt Nijmegen, am Fluss Waal. Im Westen der Gemeinde, bei Ewijk, wird er durch eine Autobahnbrücke überquert.
Das Dorf Beuningen ist ein Vorort des östlichen Nachbars Nijmegen. In den anderen Orten gibt es viel Landwirtschaft und etwas Industrie (Ziegeleien zur Herstellung von Backsteinen und Dachziegeln).

## Geschichte
Die Gegend war möglicherweise schon von den Römern bewohnt. Beuningen war, wie Ewijk und Winssen, bis etwa 1900 ein oft von Flussüberschwemmungen heimgesuchtes, ärmliches Bauerndorf. Von 1900 bis 1970 war hier ein Nonnenkloster angesiedelt, das die Armut etwas linderte. Nach 1928 verbesserte sich die Lage durch den Bau besserer Straßen. Inzwischen ist Beuningen zu einem Vorort von Nijmegen herangewachsen, mit vielen Neubauvierteln.
In Ewijk steht gleich am Waaldeich das 1332 erbaute Schloss Doddendael, in welchem sich heute ein Restaurant befindet.

## Politik
Die Lokalpartei Beuningen Nu & Morgen konnte die Kommunalwahl am 21. März 2018 mit fast einem Drittel der Stimmen gewinnen. Sie bildet in der Legislaturperiode 2018–2022 eine Koalition mit der CDA und der VVD.

### Gemeinderat
Der Gemeinderat wird seit 1982 folgendermaßen gebildet:
| Partei                                | Sitze | Sitze | Sitze | Sitze | Sitze | Sitze | Sitze | Sitze | Sitze | Sitze | Sitze |
| Partei                                | 1982  | 1986  | 1990  | 1994  | 1998  | 2002  | 2006  | 2010  | 2014  | 2018  | 2022  |
| ------------------------------------- | ----- | ----- | ----- | ----- | ----- | ----- | ----- | ----- | ----- | ----- | ----- |
| Beuningen Nu & Morgen a               | –     | –     | –     | –     | –     | –     | 5     | 9     | 9     | 7     | 6     |
| VVD                                   | 2     | 2     | 1     | 1     | 2     | 3     | 2     | 3     | 2     | 3     | 4     |
| D66 b                                 | 1     | –     | –     | –     | –     | –     | –     | –     | 3     | 2     | 3     |
| CDA                                   | 6     | 4     | 5     | 4     | 3     | 3     | 4     | 3     | 3     | 3     | 3     |
| GroenLinks                            | –     | –     | 1     | 2     | 2     | 2     | 2     | 3     | 2     | 3     | 2     |
| SP                                    | –     | –     | –     | –     | –     | –     | –     | –     | –     | 2     | 2     |
| PvdA                                  | 3     | 4     | 3     | 2     | 3     | 3     | 6     | 3     | 2     | 1     | 1     |
| PPR                                   | 3     | 4     | –     | –     | –     | –     | –     | –     | –     | –     | –     |
| Gemeente Belangen Democraten b        | –     | 3     | 4     | 3     | 2     | 3     | 2     | –     | –     | –     | –     |
| Democratische Partij Hutner/Melssen a | 3     | 4     | 5     | 5     | 5     | 5     | –     | –     | –     | –     | –     |
| Democratische Partij Beuningen a      | –     | –     | –     | 2     | 2     | 2     | –     | –     | –     | –     | –     |
| Partij Gemeentebelangen b             | 2     | –     | –     | –     | –     | –     | –     | –     | –     | –     | –     |
| Gesamt                                | 17    | 17    | 19    | 19    | 19    | 21    | 21    | 21    | 21    | 21    | 21    |

Anmerkungen

### Kollegium von Bürgermeister und Beigeordneten
Die Koalitionsparteien Beuningen Nu & Morgen, CDA und VVD sind mit jeweils einem Beigeordneten im College van burgemeester en wethouders zugegen. Folgende Personen gehören zum Kollegium:
| Funktion           | Name             | Partei                | Anmerkung                                  |
| ------------------ | ---------------- | --------------------- | ------------------------------------------ |
| Bürgermeisterin    | Daphne Bergman   | D66                   | seit dem 11. Januar 2019 im Amt            |
| Beigeordnete       | Piet de Klein    | Beuningen Nu & Morgen | erster Stellvertreter der Bürgermeisterin  |
| Beigeordnete       | Henk Plaizier    | VVD                   | zweiter Stellvertreter der Bürgermeisterin |
| Beigeordnete       | Pim van Teffelen | CDA                   | dritter Stellvertreter der Bürgermeisterin |
| Gemeindesekretärin | Dyanne Kocken    | —                     | seit Juni 2009 im Amt                      |

## Städtepartnerschaft
- Mikołów, Polen

## Persönlichkeiten
- Willie Smits (* 1957), im Ortsteil Weurt geborener Forstwissenschaftler und Tierschützer
- Ruud Bosch (* 1984), Badmintonspieler